# (19573) Cummings
(19573) Cummings (1999 LW13) – planetoida z grupy pasa głównego asteroid okrążająca Słońce w ciągu 3,42 lat w średniej odległości 2,27 j.a. Odkryta 9 czerwca 1999 roku.